# 石山権作
石山 権作（權作、いしやま ごんさく、1909年（明治42年）5月25日 - 1968年（昭和43年）8月20日）は、昭和期の労働運動家、政治家。衆議院議員。

## 経歴
秋田県秋田市手形字大沢で生まれる。1924年（大正13年）中通尋常高等小学校高等科を卒業した。
東北パルプ（現日本製紙）に入社。1948年（昭和23年）東北パルプ労働組合委員長に就任し、秋田市議会議員、秋田県労働組合会議議長、同顧問、秋田県労働金庫（現東北労働金庫）理事長、同顧問、全国紙パルプ労働組合連合会中央執行委員会、日本社会党秋田県本部委員長などを務めた。
1952年（昭和27年）10月の第25回衆議院議員総選挙で秋田県第1区から社会党左派公認で出馬して次点で落選。1953年（昭和28年）4月の第26回総選挙で初当選。以後、1960年（昭和35年）11月の第29回総選挙まで再選され、衆議院議員に連続4期在任した。この間、積雪寒冷単作地帯振興対策審議会委員、海岸砂地地帯農業振興対策審議会委員、東北開発審議会委員、社会党秋田県連執行委員長、同顧問、同中小企業対策副部長、同内閣部会長、同国会共闘会議副議長、同寒冷地対策特別委員長、同私学振興対策特別委員長、同中央統制委員などを務めた。その後、1963年（昭和38年）11月の第30回総選挙に立候補したが落選した。
また、1930年（昭和5年）に赤沼鉄也らと『秋田詩人』を創刊し文芸活動も行った。